# 棚橋美稚誉
棚橋 美稚誉（たなはし みちよ、本名：棚橋 理代、1962年12月18日 - ）
旧姓：石原 理代。

## 略歴
群馬県出身。日本大学法学部卒業。
1986年に新潟テレビ21に入社。同局のアナウンサーを務めた後、1990年に退社してフリーになる。
FM新潟のパーソナリティ、新潟総合テレビのニュースキャスターを経て、スカパー! 757ch「ビジネス・ブレークスルー」のキャスター。小泉内閣タウンミーティングのコーディネーター。
夫は音楽評論家・雑誌編集者の棚橋和博。元外交官の八木毅は従兄。

## 担当番組
- 誘われて二人旅（テレビ朝日）
- 照光まことの土曜スタジオ（新潟テレビ21） - 司会
- THE7（新潟テレビ21） - 司会
- SOUND SPLASH（FM新潟） - パーソナリティ
- ズドラーストヴィッチェ・ロシア（FM新潟） - MC
- NSTスーパータイム（新潟総合テレビ） - キャスター
- FNN NSTニュース555 ザ・ヒューマン（新潟総合テレビ） - キャスター
- NSTゴールデンニュース（新潟総合テレビ）
- ビジネス・ブレークスルー（スカパー! 757ch） - キャスター